# Huish (Wiltshire)
Huish is een civil parish in het bestuurlijke gebied Wiltshire, in het Engelse graafschap Wiltshire. In 2001 telde het civil parish 46 inwoners. Huish komt in het Domesday Book (1086) voor als 'Iwis'.